# Mycoporaceae
Mycoporaceae is een familie van de  Ascomyceten. 

## Geslachten
De familie bestaat uit de volgende geslachten:
- Mycoporis
- Mycoporum
- Mycoporellum